# Гайдарівський Василь Андрійович
Василь Андрійович Гайворонський (псевдонім — Гайдарівський Василь; нар. 14 січня 1906, Костянтинівка, Донеччина — пом. 13 листопада 1972, Філадельфія, США) — український письменник, творчість якого почалася у 20-х роках, членом літспілки «Забой», «Всеукраїнської спілки пролетарських письменників» та ОУП «Слово». Похований на українському православному цвинтарі святого Андрія у Савт-Бавнд-Брук, штат Нью-Джерсі.

## Життєпис
Василь Гайворонський народився 14 січня 1906 року в Костянтинівці на Донеччині. Працював на гуті, фабриках, у копальнях і гончарнях, рибалкою на Каспійському морі. Закінчив літературний відділ Мистецько-технічного інституту в Москві.
Почав друкуватися в періодичних виданнях Донбасу — в журналах «Забой», «Літературний Донбас», газеті «Молодий шахтар», а також у харківському журналі «Гарт». Був членом літературних об’єднань «Забой» і ВУССП.
У 1933 році Державне видавництво у Харкові видало його книгу «Пугачівська рудня», але до читачів вона не дійшла: головного редактора журналу «Літературний Донбас» Г. Баглюка та його заступника В. Гайворонського було заарештовано і звинувачено в троцькізмі. Троцькізмом, як ширмою, прикривався лише зовнішній фасад репресій в Донбасі на початку 30-х років. За цим явищем, як вважає дослідник літератури Донбасу В. В. Оліфіренко, стояло одне: знищення української культури, і про це говорить хоч би той факт, що після арешту Баглюка і Гайворонського журнал було повністю русифіковано. Уже в сьомому номері за 1935 рік українською мовою було надруковано лише одного вірша М. Рудя «Нареченій». Цю ситуацію коментує В. Гайворонський у своїй автобіографічній довідці на адресу видавця з Буенос-Айреса Юліана Середяка: «На кінець 1933 року у нас у Донбасі мав відбутися з'їзд письменників. Але ні мені, ні Баглюкові, ні комусь іншому з українських письменників бути на ньому не довелося. Кружляли чутки, що Москва проектує формальне приєднання Донбасу до Росії, а тому можна сподіватися репресій проти всього, що українське».
Василь Гайворонський утік з-під арешту і переховувався на Кавказі. У 1944 році переїхав до Львова. Звідти емігрував до Сполучених Штатів Америки. Василь Гайворонський потрапив за кордон вже сформованим письменником, на творчому рахунку якого було кілька оповідань і повістей, надрукованих у журналі «Літературний Донбас» та в інших періодичних виданнях. Багато його оповідань було надруковано у західноукраїнській еміграційній періодиці.
Був співзасновником Об'єднання Українських Письменників в еміґрації «Слово», членом правління та головою комісії зі збереження спадщини померлих письменників.
Він автор оповідань і новел «Пугачівська рудня» (1933). «Ще одне кохання» (1946), «А світ такий гарний» (1962), «Заячий пастух» (1962).
У доробку письменника є ряд оповідань та повістей, виданих у різний час. Так, 1963 року в Буенос-Айресі та (Аргентині) у видавництві вже згадуваного Юліана Середяка надруковано в календарі-альманасі «Мітла» гумористичне оповідання «Сенсація знічев'я». А в 1986 році у штаті Колорадо (США) вийшов збірник оповідань і повістей «Циркачка».
Про високе поцінування письменника еміграційною громадою може свідчити і той факт, що відомий український культурний діяч з Австралії Дмитро Нитченко включив у виданий ним збірник листів до нього видатних письменників діаспори і кореспонденції. Так, серед прізвищ Івана Багряного, Володимира Винниченка, Анатоля Гака (Мартин Задека), Анатолія Галана (Калиновського), Олекси Кобця (Варавви), Уласа Самчука і Володимира Ґжицького (недіаспорянина) бачимо і прізвище В. Гайворонського. Автор вступної статті до цього видання Марко Павлишин, зокрема, пише, що «вона, ця збірка, являє собою „збірний автопортрет“ українських письменників, які творили нашу літературу на одному з найтяжчих етапів нашої історії, в емігрантських скитаннях і діяспорних скрутах».
В цілому творчість Гайворонського можна поділити на два великі періоди: перший, коли він почав друкуватись у 20-х роках в періодиці Донеччини, а пізніше став заступником редактора журналу «Забой» — «Літературний Донбас»; другий — це початок сорокових років в Україні і далі — до кінця життєвого шляху в Америці.
Помер 13 листопада 1972 року в Філадельфії. Похований на українському кладовищі у Баунд-Бруці.

## Псевдонім
В. Гайворонський так описував історію свого псевдоніму «Гайдарівський»:
| В одному німецькому селі південної Баварії, під Альпами, уже після війни мені довелося ще раз міняти прізвище. На нас, втікачів, почали полювати репатріаційні комісії чи місії. Представники совєтської влади їздили по селах і за своїм списком вимагали «ворогів народу». І я попросив люб'язну секретарку бюрґермайстра, щоб вона змінила в моєму прізвищі деякі літери. Це вона, хоч і не без страху, зробила. І я заходив до канцелярії бюрґермайстра Гайворонським, а вийшов Гайдарівським. Серпень, 1962 р. |

## Творчий доробок
Автор збірок оповідань і новел «Розминовка» (1932), «Пугачівська рудня» (1933), «Ще одно кохання» (1946), «А світ такий гарний…» (1962); повістей «Заячий пастух» (1962), «Циркачка» (1986), «Спокута» (1991).
- Гайдарівський В. А світ такий гарний… — Буенос-Айрес: Видавництво Юліяна Середяка, 1962. — 238 с.
- Гайдарівський В. Заячий пастух: Повість. — Нью-Йорк: Слово, 1962. — 164 с.
- Гайдарівський В. Листи до Д. Нитченка // Нитченко Д. Листи письменників. — Мельборн, 1992. — С. 53-61.
- Гайворонський В. Сенсація знічев'я. Двоє друзів і містер Піт // Уроки правди і добра / Упоряд. та автор біогр. нарисів В. В. Оліфіренко. — Донецьк: Донбас, 2001. — С. 205—228.
- Гайдарівський В. Спокута. — Філадельфія: Накладом С. Гайдарівської, 1991. — 253 с.
- Гайдарівський В. Циркачка: Оповідання. — Грілей, 1986. — 285 с.
- Гайдарівський В. Ще одно кохання. Повість. — Авґсбурґ, 1946. — 134 с.

## Вшанування пам'яті
16 квітня 2024 року у місті Костянтинівка вулицю Булгакова перейменували на вулицю Василя Гайворонського.